# فرنسيس كيمبل جونسون
فرنسيس كيمبل جونسون (بالإنجليزية: Fanny Kemble Johnson) هي مقالاتية وكاتِبة وشاعرة أمريكية، ولدت في 22 مايو 1868 في مقاطعة روكبريج في الولايات المتحدة، وتوفيت في 15 فبراير 1950.